# دنيس بيل (لاعب كرة قدم أسترالية)
دنيس بيل (بالإنجليزية: Dennis Bell)‏ هو لاعب كرة قدم أسترالية أسترالي، ولد في 15 سبتمبر 1940.

## وصلات خارجية
- دينيس بيل على موقع AustralianFootball.com (الإنجليزية)
- دينيس بيل على موقع AFLtables.com (الإنجليزية)